# María Rojo
María de Lourdes Rojo e Incháustegui (Mexico City, Meksiko, 15. kolovoza 1943. - ) meksička je glumica i političarka. Trenutno je senatorica.
Poznata je po svojim ulogama u filmovima i telenovelama.

## Biografija
María Rojo je rođena u glavnom gradu Meksika 1943. te je nazvana u čast Gospi Lurdskoj. Rojo na španjolskom znači "crveno".
Svoju glumačku karijeru je započela kad je imala osam godina.
Njezina je filmografija uistinu bogata. Njezine najpoznatije uloge u serijama su one Lucrecije u Ukletoj Mariani i Soledad u Odavde do vječnosti.